# Алексєєв Олександр Гаврилович
 Олекса́ндр Гаври́лович Алексє́єв — (27 травня 1911 — листопад 1941) — російський художник. У 1939 виконав автолітографії на тему біографії Тараса Шевченка «Т. Г. Шевченко в Астрахані» і "Т. Г. Шевченко і «Т. Г. Шевченко та М. С. Щепкін у С. Т. Аксакова», примірники яких зберігаються в Державному музеї Тараса Шевченка.